# Московская Хельсинкская группа
Моско́вская Хе́льсинкская гру́ппа (МХГ, Моско́вская гру́ппа соде́йствия выполне́нию Хе́льсинкских соглаше́ний, другие названия — Обще́ственная гру́ппа соде́йствия выполне́нию хе́льсинкских соглаше́ний в СССР, Моско́вская гру́ппа «Хе́льсинки») — старейшая в России правозащитная организация. Создана 12 мая 1976 года, ликвидирована 25 января 2023 года. Организатором и первым руководителем МХГ был советский физик, член-корреспондент АН Армянской ССР диссидент Юрий Орлов. С мая 1996 года до конца жизни (2018 год) председателем МХГ являлась Людмила Алексеева.
С момента образования в 1976 году МХГ подвергалась постоянным преследованиям и давлению со стороны КГБ и других силовых ведомств советского государства. В период с 1976 по 1982 год были арестованы и осуждены к разным срокам заключения или ссылки восемь членов группы, ещё шестерых вынудили эмигрировать из СССР и лишили гражданства. 6 сентября 1982 года трое оставшихся на свободе участников группы под давлением властей были вынуждены объявить о прекращении работы ввиду невозможности выполнять взятые на себя обязательства. Возобновила свою деятельность в 1989 году в разгар перестройки.
Московская Хельсинкская группа — неправительственная общественная организация. Уставная цель МХГ — содействие практическому выполнению гуманитарных статей Заключительного акта Хельсинкского совещания по безопасности и сотрудничеству в Европе (СБСЕ), а также всех остальных международно-правовых обязательств Российской Федерации в области прав человека. Финансирование группы после её восстановления осуществлялось в значительной мере за счёт средств зарубежных спонсоров (включая «Национальный фонд демократии»). В 2015 году основой финансирования МХГ были гранты из средств федерального бюджета Российской Федерации. В 2017 году Л. М. Алексеева заявила, что руководимая ею организация не может работать в статусе иностранного агента в России и потому решено полностью отказаться от какого-либо иностранного финансирования.

## История
С самого начала развития международного права государства исходили из того, что сфера прав и свобод человека является внутренним делом каждого государства. Упоминание основополагающих прав человека появляется в международных документах лишь с возникновением ООН и принятием Устава ООН, однако и в этом документе не содержался чёткий перечень прав и свобод человека и обязательства соблюдать эти права, а отражённые в Уставе ООН принципы трактовались каждым государством по-своему. В результате советские правозащитники и в целом граждане СССР не имели инструментов давления на советские власти и могли адресовать свои жалобы на нарушение прав и свобод лишь своему же советскому руководству.
В августе 1975 года главы европейских государств, СССР, а также США и Канады собрались на совещание в столице Финляндии Хельсинки. Результирующий акт совещания содержал среди прочих обязательства правительств стран-подписантов придерживаться стандартов в области соблюдения прав человека. Это послужило юридической основой начала нового этапа в правозащитном движении в СССР. Анатолий Добрынин отмечал: «Пришлось опубликовать текст принятых в Хельсинки документов в советской прессе, и они были взяты на вооружение диссидентами… Этого явно недооценили Брежнев и его сподвижники».
В своих воспоминаниях Юрий Орлов, основатель Московской Хельсинкской группы, писал:
Соглашения формально перевели права человека из сферы добрых пожеланий и «наших внутренних дел» в сферу конкретной международной политики, хотя на деле советский режим этого не признавал, а Запад пока что не использовал. Простые обращения к западной общественности не помогут, думал я. Нужно создать нашу собственную комиссию, которая будет посылать заинтересованным правительствам экспертные документы о нарушениях советскими властями подписанных ими международных обязательств.

### Советский период истории МХГ
В начале 1976 года у советских диссидентов Юрия Орлова, Андрея Амальрика, Валентина Турчина, Анатолия (Натана) Щаранского родилась идея создания групп для сбора информации о нарушении прав человека в различных странах (прежде всего в СССР) и информировании правительств стран — участниц Хельсинкских соглашений. Такая группа получила название «Общественная группа содействия выполнению Хельсинкских соглашений в СССР» (ныне — Московская Хельсинкская группа (МХГ)) и ограничила свою деятельность территорией СССР. О её создании было объявлено на пресс-конференции, которая была проведена в московской квартире академика Андрея Сахарова 12 мая 1976 года.
Первый состав МХГ: Юрий Орлов, Людмила Алексеева, Михаил Бернштам, Елена Боннэр, Александр Гинзбург, Пётр Григоренко, Александр Корчак, Мальва Ланда, Анатолий Марченко, Виталий Рубин, Анатолий Щаранский.
Вслед за МХГ в 1976—1977 годах были созданы хельсинкские группы на Украине (9 ноября 1976 года), в Литве (26 ноября 1976 года), Грузии (1 января 1977 года) и Армении (апрель 1977 года).
Позднее хельсинкские группы были созданы в большинстве стран Европы и в США. Со временем Американская Хельсинкская группа трансформировалась в международную правозащитную организацию Human Rights Watch.

#### Рабочая Комиссия по расследованию использования психиатрии в политических целях
5 января 1977 года при Московской Хельсинкской группе по инициативе её члена Петра Григоренко с целью выявления и обнародования сведений о случаях злоупотребления психиатрией, а также оказания помощи жертвам психиатрических репрессий была создана Рабочая Комиссия по расследованию использования психиатрии в политических целях.

#### Инициативная группа защиты прав инвалидов(ИГЗПИ)
В 1978 году Юрий Киселёв, Валерий Фефёлов и Файзулла Хусаинов создали при МХГ Инициативную группу защиты прав инвалидов (ИГЗПИ). Группа посредством переписки проводила анкетирование людей с инвалидностью по всему СССР, издавала информационный бюллетень «В СССР инвалидов нет» и обращалась с просьбами о помощи к руководителям государств и международным организациям. Все участники группы подвергались политическому преследованию и были вынуждены прекратить совместную работу в 1983 году из-за ареста Елены Санниковой, которая была основным редактором бюллетеня.

#### Угрозы в адрес МХГ, аресты членов группы
Сразу же после возникновения МХГ её участники подвергались давлению со стороны КГБ и партийных структур. Им угрожали, вынуждали эмигрировать, прекратить правозащитную работу. С февраля 1977 года членов хельсинкских групп, в том числе МХГ, начали подвергать арестам. Были арестованы Юрий Орлов и Александр Гинзбург, Анатолий Щаранский и Мальва Ланда. Людмила Алексеева, Пётр Григоренко и Виталий Рубин были вынуждены эмигрировать в 1976‑1977 годах.
В 1978‑1982 годах МХГ, несмотря на давление, продолжала работать. К оставшимся на свободе в СССР членам присоединились Владимир Слепак, Юрий Мнюх, Наум Мейман, Татьяна Осипова, Иван Ковалёв, Виктор Некипелов, Софья Каллистратова, Юрий Ярым-Агаев, Леонард Терновский, Феликс Серебров. Аресты, репрессии, ссылки и приговоры в отношении членов группы продолжались. В общей сложности по приговорам советских судов все члены МХГ вместе взятые должны были отбыть свыше 60 лет лагерей и 40 лет ссылок.
К концу 1981 года на свободе в СССР осталось лишь трое членов МХГ — Елена Боннэр, Софья Каллистратова и Наум Мейман. В декабре 1981 года было заведено уголовное дело против Софьи Каллистратовой, а 6 сентября 1982 года ей было предъявлено обвинение по части 1 статьи 190 УК РСФСР — «систематическое распространение в устной форме заведомо ложных измышлений, порочащих советский государственный и общественный строй», основанное на документах, изъятых при обысках у Софьи Каллистратовой. В сложившейся обстановке 6 сентября 1982 года члены группы заявили о прекращении деятельности МХГ ввиду её невозможности в условиях усиливающихся репрессий.

### Возрождение МХГ в 1989 году
В 1989 году группа возобновила свою работу. В её состав вошли правозащитники Лариса Богораз, Сергей Ковалёв, Вячеслав Бахмин, Алексей Смирнов, Лев Тимофеев, Борис Золотухин, Юрий Орлов, Людмила Алексеева и Кронид Любарский. Председателем МХГ стала Лариса Богораз.
Член МХГ конца 1970-х годов Юрий Ярым-Агаев позднее писал, что воссозданная МХГ возникла при финансировании западных фондов.

## Деятельность МХГ в постсоветской России
В мае 1996 года группу возглавила вернувшаяся из эмиграции в 1993 году Людмила Алексеева.
2 апреля 2003 года Московская Хельсинкская группа совместно с международным историко-просветительским обществом «Мемориал» выступили с решительным протестом против вторжения войск США и Великобритании в Ирак. Председатель МХГ Людмила Алексеева и председатель правления общества «Мемориал» Арсений Рогинский направили письма послам США и Великобритании с требованиями прекратить боевые действия в Ираке и перейти к мирным способам урегулирования конфликта. В своём послании правозащитники указывали руководителям антииракской коалиции на то, что начавшаяся война «разрушает основы современного мирового порядка»:

«Мы категорически против начавшейся войны. Сколь бы серьёзными ни казались сторонникам этой войны причины, побудившие США и Великобританию начать вторжение в Ирак, война эта разрушают основы современного мирового порядка — весьма несовершенного и даже опасного, но оставляющего все же надежду на то, что человечество продвигается к новому мировому устройству, основанному на нормах Права. Теперь же мир в очередной раз рискует под аккомпанемент ссылок на гуманистические и демократические ценности скатиться к порядку, основанному на силе и произволе».— Алексеева Л. М., Рогинский А. Б. Из письма послам США и Великобритании, 2 апреля 2003
МХГ и «Мемориал» обратились также к общественным и правозащитным организациям как в России, так и за рубежом с просьбой поддержать их призывы к прекращению войны в Ираке.
В 2003 году МХГ и Независимая психиатрическая ассоциация России совместно провели мониторинг российских психиатрических стационаров, результаты которого были изложены в двух номерах «Независимого психиатрического журнала» и докладе МХГ «Права человека и психиатрия в Российской Федерации». В данном докладе также была опубликована статья президента Независимой психиатрической ассоциации Юрия Савенко «Тенденции в отношении к правам человека в области психического здоровья», в которой он выразил свою озабоченность многочисленными судебными процессами, проходившими по всей стране в течение последних семи лет и курировавшимися специально созданной в 1996 году в Центре им. Сербского группой проф. Ф. В. Кондратьева по изучению деструктивного действия религиозных новообразований. По словам Юрия Савенко, дело дошло до судебных исков фактически за колдовство. После того как была показана несостоятельность первоначальных исков «за причинение грубого вреда психическому здоровью и деформацию личности», их сменили иски с новыми формулировками: «за незаконное введение в гипнотическое состояние» и «повреждение гипнотическим трансом», а затем «за незаметное воздействие на бессознательном уровне». Юрий Савенко приходит к выводу о том, что борьба с «тоталитарными сектами» на протяжении последнего десятилетия стала первым крупным рецидивом использования психиатрии в политических целях в постсоветской России. Также в 2004 году вышел подготовленный при участии МХГ доклад «Карательная психиатрия в России: Доклад о нарушениях прав человека в Российской Федерации при оказании психиатрической помощи».
МХГ — первая в России правозащитная организация, открыто выступившая в поддержку сексуальных меньшинств. В 2009 году совместно с Российской сетью ЛГБТ был опубликован доклад «Положение лесбиянок, геев, бисексуалов, трансгендеров в Российской Федерации».
2 июня 2010 года МХГ подписала соглашение с главным редактором интернет-издания «Портал-Credo.Ru» Александром Солдатовым «об объединении своих усилий и начале совместной информационно-правозащитной деятельности». В заявлении было также отмечено, что «любые посягательства на Портал или МХГ будет рассматриваться как действия, направленные против обеих организаций».
После смерти Людмилы Алексеевой изменилась структура руководства Московской Хельсинкской группы. Вместо поста председателя были введены должности трёх сопредседателей МХГ. 21 января 2019 года на эти должности избрали двух советских диссидентов (Валерий Борщёв и Вячеслав Бахмин) и молодого (1982 года рождения) юриста Дмитрия Макарова.
20 декабря 2022 года Reuters сообщил, что Московская Хельсинкская группа будет закрыта согласно решению московского суда. Было отмечено, что группа является одной из старейших и наиболее уважаемых правозащитных организаций страны. Месяц спустя МХГ была ликвидирована решением суда.
На момент ликвидации в состав МХГ входили: Борис Альтшулер, Галина Арапова, Светлана Астраханцева, Вячеслав Бахмин, Валерий Борщёв, Алексей Головань, Ольга Зименкова, Борис Золотухин, Юрий Костанов, Сергей Кривенко, Сергей Лукашевский, Дмитрий Макаров, Виктория Маликова, Даниил Мещеряков, Владимир Миронов, Каринна Москаленко, Сергей Пашин, Александр Петров, Мара Полякова, Лев Пономарёв, Генри Резник, Николай Сванидзе, Алексей Симонов, Сергей Сорокин, Илья Шаблинский, Лилия Шибанова, Георгий Эдельштейн. Исполнительным директором с 2017 года была Светлана Астраханцева.

## Критика

### Комитет государственной безопасности СССР
Практически от момента объявления о создании Московская Хельсинкская группа обвинялась Комитетом государственной безопасности СССР в антисоветской, антиобщественной и враждебной деятельности, сборе и передаче на запад клеветнических материалов, нанесении серьёзного политического ущерба Советскому государству, подстрекательской и провокационной деятельности.
Комитетом госбезопасности осуществлялись меры по компрометации и пресечению её деятельности. В частности, в материалах КГБ сообщается о том, что в декабре 1976 — январе 1977 года органами прокуратуры были проведены обыски у членов МХГ, а также Украинской и Литовской Хельсинкских групп. В ходе обысков, согласно документам КГБ, «обнаружено и изъято большое количество подготовленных указанными выше лицами для передачи на Запад клеветнических материалов; архивы враждебных документов; заготовки для последующих антисоветских сборников; изданные на Западе и засланные по нелегальным каналам в СССР пасквилей», материалы, связывающие группу с организацией «Народный трудовой союз», а также оружие, иностранная валюта, крупные суммы советских денег и порнографические издания.
Эти эпизоды нашли отражение в официальных документах МХГ. Так, в документе «Рождественские репрессии против Украинской группы содействия выполнению Хельсинкских соглашений. Театрализованная попытка компрометации её членов» от 27 декабря 1976 года, в частности, говорилось:

«Сотрудники органов безопасности, постоянно терроризирующие членов Группы, знали заранее, что никаких компрометирующих материалов (кроме, конечно, документов Группы о нарушениях гуманитарных статей Заключительного акта, которые компрометируют, но не Группу, а официальные органы) не сыщется в домах высокопорядочных интеллигентных людей, составивших Украинскую группу. И убогое воображение провинциальных сыщиков пошло по пути уголовщины: „компрометирующие материалы“ обыскивающие принесли с собой…„

“…Как выглядит „иностранная валюта“ Раиса {Руденко} увидела впервые в жизни, когда один из пришельцев „нашел“ купюры в её доме. <…> У члена Группы почтенного писателя Олеся Бердника изъяли материалы Группы, записные книжки и … порнографические открытки!

Однако для комплекта к „продажности“ Руденко (американские доллары) и „развратности“ Бердника органам безопасности с их неважным вкусом и традиционным отсутствием чувства меры не хватало чего-нибудь зловещего, И у члена Группы Олексы Тихого была „найдена“ немецкая винтовка старого образца (видимо, припасенная перед отправкой на обыск из театрального реквизита)»

### Иск Хельсинкской группы против Александра Дворкина и ВГТРК
30 сентября 2006 года Александр Дворкин, автор термина «тоталитарные секты», в передаче «Национальный интерес» на телеканале «Россия» сказал:

Ну, я не говорю про Хельсинкскую группу, которая, впрочем, постоянно поддерживает все секты и состоит на жалованьи у сайентологии.
В этой связи Московская Хельсинкская группа подала исковое заявление от 26 ноября 2006 года против Александра Дворкина и ФГУП «Всероссийская государственная телевизионная и радиовещательная компания» о защите деловой репутации (в порядке ст. 152 Гражданского кодекса РФ). 14 мая 2007 года Хорошёвский суд Москвы признал утверждения Дворкина не соответствующими действительности и порочащими деловую репутацию МХГ. Суд обязал Дворкина за свой счёт дать опровержение на телеканале Россия в то же время суток, когда вышла телепередача Дмитрия Киселёва «Национальный вопрос».
6 августа 2007 года решение Хорошёвского суда было отменено из-за процессуальных нарушений: Дворкин не был должным образом оповещён о разбирательстве дела.
29 января 2008 года дело было повторно рассмотрено в Басманном районном суде Москвы, который отказал МХГ в удовлетворении её исковых требований, мотивируя своё решение тем, что высказывание Дворкина «не может рассматриваться, как утверждение о фактах», а является его мнением, которое «не может быть проверено на соответствие действительности». Суд также счёл невозможным «идентифицировать распространённые ответчиком высказывания с конкретным юридическим лицом» — Московской Хельсинкской группой.

### Скандал со «шпионским камнем»
В 2006 году Московскую Хельсинкскую группу обвинили в получении денег от британских спецслужб. МХГ пыталась доказать в суде, что это клевета, но проиграла дело.
22 января 2006 года телеканал «Россия» показал фильм Аркадия Мамонтова «Шпионы». В фильме со ссылкой на ФСБ один из сотрудников британского посольства обвинялся в шпионаже. Было также сказано, что он причастен к финансированию российских некоммерческих организаций — Московской Хельсинкской группы и фонда «Евразия». Эту тему прокомментировали также телеканалы ОРТ и НТВ.
Обратившимся за разъяснениями корреспондентам Российской газеты ФСБ предоставила копию отчётного финансового документа о перечислении Московской Хельсинкской группе 23 000 фунтов стерлингов, подписанного Марком Доу. Ранее сотрудники ФСБ подтвердили информационному агентству РИА Новости, что платёж на указанную сумму произведён, деньги переведены Московской Хельсинкской группе.
Людмила Алексеева в интервью газете «Коммерсант» 24 января заявила, что расценивает фильм господина Мамонтова как часть «масштабной клеветнической кампании против правозащитных организаций» и сообщила о намерении подать в суд на защиту деловой репутации. Она подчеркнула, что намерена защищать не столько себя, сколько все неправительственные организации, на которые оказывает давление власть. Ответчиками по иску стали телеканалы «Первый», «Россия» и НТВ, а также глава комитета Госдумы по безопасности Владимир Васильев, который, по словам Алексеевой, «позволил себе заявить, что нас финансируют западные разведки».
Аркадий Мамонтов также прокомментировал ситуацию: «…Я вовсе не против деятельности правозащитников. Я лишь сказал в конце передачи, что в НПО должны быть честные люди, которые готовы работать ради интересов Родины, а не чужой страны… Что ж обижаться, если им платил деньги иностранный разведчик. Никто не против, если британское посольство через своих дипломатов будет поддерживать развитие демократии в России. Но пусть это будет человек, который не крадется по столичным паркам и не снимает через шпионскую аппаратуру секретные сведения от завербованных агентов, как это делал сотрудник политического отдела посольства Великобритании Марк Доу. Мы рассказали об успехе наших контрразведчиков. В чём здесь угроза демократии?»
В суде, по словам Алексеевой, представители телекомпаний сказали, что получили информацию из ФСБ, а представители ФСБ заявили, что информация о финансировании МХГ иностранными разведками деловую репутацию нисколько не порочит. По её же словам, представители спецслужб уже признали, что это информация ложная и никаких денег от иностранных разведок МХГ не получала. Однако Мосгорсуд отказал в иске МХГ к Первому каналу и ВГТРК «Россия». Решение было обжаловано истцом в Верховном Суде, который подтвердил законность решения Мосгорсуда. Опровержение, по решению суда, не требуется.
В 2012 году, спустя 6 лет после выхода фильма Джонатан Пауэлл, советник экс-премьера Великобритании Тони Блэра, подтвердил, что британские спецслужбы использовали в России специальное шпионское оборудование, замаскированное под камень, однако отметил, что «Москва использовала этот скандал для атаки на правозащитников, которые не имели к шпионажу никакого отношения». Журналист Русской службы Би-би-си Ангус Роксборо отмечал, что «настоящий скандальный аспект этой истории … заключается в том, что британский шпион, связанный с камнем (названный в репортаже российского ТВ) также использовался британцами для передачи грантов неправительственным организациям (хотя в самих этих выплатах не было ничего секретного, и все они были опубликованы на сайте британского МИД)». Сам Мамонтов сказал, что не ждёт извинений от правозащитницы Алексеевой, отметив: «Я доволен тем, что боролся за правду и за свою страну и что дал по лбу предателям».

## События в связи с принятием закона об иностранных агентах
В июле 2013 года МХГ заявила, что не желает называться «иностранным агентом» и поэтому отказывается от зарубежных грантов и сокращает проекты и штат сотрудников. В связи с этим Лев Пономарев отмечал, что надеется отговорить Людмилу Алексееву отказываться от западных грантов, потому что в России денежных средств никто не предоставит.
28 сентября 2012 года МХГ распространила принятое совместно с другими правозащитными организациями заявление об отказе выполнять федеральный закон «Об иностранных агентах», называя его антиправовым.
6 февраля 2013 года 11 правозащитных организаций, включая МХГ, направили в Европейский суд по правам человека жалобу на закон об НКО. В жалобе оспаривается норма закона, которая предполагает, что все НКО, финансируемые из-за рубежа и участвующие в политической деятельности, должны регистрироваться в реестре Минюста как «иностранные агенты».
28 марта 2013 года представители прокуратуры и Минюста начали проведение проверки в офисе группы. Проверяющих сопровождала съемочная группа телеканала НТВ, однако её не пустили в помещение организации.
15 апреля 2013 года заместитель директора Департамента по делам НКО Минюста России Татьяна Вагина в ходе заседания Совета при Президенте РФ по развитию гражданского общества и правам человека заявила, что лично участвовала в проверках МХГ и ничего подозрительного не нашла.
Группа продолжила функционировать в новых условиях, но издаваемый ей Информационный бюллетень перестал выходить в 2014 году. В ежегодном отчёте МХГ за 2014 год впервые присутствует смета доходов и расходов. В ежегодных отчётах о деятельности МХГ за 2003—2013 годы данные о размерах и статьях доходов (а также расходов) этой организации отсутствуют.

## Ликвидация МХГ
19 декабря 2022 года Главное управление Минюста России по городу Москве подало иск о ликвидации Московской Хельсинкской группы, три дня спустя дело было принято к производству Мосгорсудом за № 3а-3719/2023. Основанием для иска послужили выявленные в ходе проверки нарушения. Административный истец отмечал нерегулярность деятельности организации и участие ее членов в мероприятиях за пределами столицы, что не предусмотрено законом «Об общественных объединениях» для региональных организаций, каковой МХГ является, согласно уставу.
25 января 2023 года Московский городской суд удовлетворил требования Минюста России, и принял решение ликвидировать Московскую Хельсинскую группу. По данным издания «Коммерсант», в ходе заседания прокуратура и Минюст указали на одиннадцать нарушений «пределов территориальной деятельности», которые совершила МХГ, являясь московской региональной организацией. В соответствии с положениями главы 34 КАС РФ, решение не является окончательным и не вступает в силу немедленно. Сторона, несогласная с решением, вправе подать апелляционную жалобу в течение месяца со дня его вынесения, Адвокат ответчиков Генри Резник заявил, что его сторона намерена добиваться отмены ликвидации МХГ.

## Доходы и расходы МХГ
В 2014 году доходы МХГ составили (согласно ее отчёту) 8,5 млн рублей, расходы — 7,4 млн руб.
Основные статьи доходов (за 2014 год):
- Пожертвования на реализацию целевых программ — 7,9 млн рублей
- Добровольные пожертвования граждан — 0,4 млн рублей

Основные статьи расходов (за 2014 год):
- Выплаты в пользу физических лиц (заработная плата, оплата по гражданско-правовым договорам, иные выплаты) — 3,5 млн руб.
- Расходы на проведение конференций, семинаров, совещаний и т. п. — 2,4 млн руб.
- Налоги — 0,7 млн руб.
- Административные расходы — 0,4 млн руб.
- Премия МХГ — 0,2 млн руб.

В 2015 году доходы МХГ составили лишь 4,8 млн руб. (в основном гранты из федерального бюджета по линии движения «Гражданское достоинство»), а расходы — 5,8 млн руб. В 2016 году структура доходов МХГ не изменилась, но сами доходы удвоились по сравнению с 2015 годом и превысили уровень 2014 года. За 2016 год МХГ получила 10,6 млн руб., из которых 0,7 млн руб. составляли добровольные пожертвования граждан, а остальное — гранты из федерального бюджета по линии «Гражданского достоинства». За 2017 год доходы МХГ составили 8,5 млн рублей (в том числе 5,9 млн поступления от федеральных государственных грантов), а расходы — 8,7 млн руб. (в том числе 4,3 млн руб. выплаты физическим лицам, 1,8 млн руб. налоги).
В прошлом деятельность Московской Хельсинкской группы, согласно информации с официального сайта группы, финансировали следующие спонсоры:
- Европейская комиссия;
- фонд Джона Д. и Кэтрин Т. Макартуров (США);
- национальный фонд в поддержку демократии (США);
- фонд «Открытое Общество» («фонд Сороса»);
- агентство США по международному развитию;
- государственная поддержка Российской Федерации.

Как отмечает МХГ, её деятельность «была бы невозможна без значительной поддержки», оказываемой спонсорами.
В 2003 году МХГ, будучи совместно с «Мемориалом» организатором конкурса школьных сочинений, получила от фонда «Открытая Россия» пожертвование на организацию итоговой конференции для школьников — лауреатов конкурса.
Также МХГ побеждала в конкурсах на получение средств из государственного бюджета России по программам государственной поддержки некоммерческих организаций.
После вступления в силу в ноябре 2012 года закона об НКО, выполняющих функции «иностранного агента», МХГ отказалась от иностранного финансирования и обратилась за поддержкой к российским гражданам. За 2015 год российские граждане пожертвовали МХГ 280,9 тыс. руб.